# Philippe Pilard
Philippe Pilard, né en 1937, est un réalisateur français, également critique de cinéma.

## Biographie
Philippe Pilard a travaillé pour la radio-télévision scolaire au cours des années 1960/1970, tout en exerçant son activité de critique.
Spécialiste du cinéma britannique, il a collaboré notamment à La Revue du cinéma et à Bref.
Il a coprésidé la Société des réalisateurs de films de 1981 à 1983 et a participé en 1983 à la fondation de l'Agence du court métrage dont il assure la présidence.
Ses courts métrages Juliette ? et 350 ont été présentés au Festival de Cannes (section parallèle « Réalisation ») en 1973 et 1975.

## Filmographie

### Courts métrages
- 1965 : Le Grand Secret
- 1972 : Juliette ?
- 1977 : 350
- 1992 : La Ligne d'ombre
- 2001 : Ciné Bretagne. Un siècle de cinéma en Bretagne (coréalisateur : Bernard Tesson)

### Télévision
- 1979 : La Belle Époque de Gaston Couté
- 1982 : Maria Vaureil
- 1989 : Moravagine

## Publications
- Télévision active, télévision passive, avec Guy Gauthier, Tema, 1972
- Le nouveau cinéma britannique 1979-1988, Hatier, 1989
- Histoire du cinéma britannique (avec Francis Vanoye), Nathan, 1996 ; Nouveau Monde Éditions, 2010
- Shakespeare au cinéma, Armand Colin, 2005
- Frederick Wiseman, chroniqueur du monde occidental, Cerf-Corlet, 2006
- Le court métrage documentaire français de 1945 à 1968. Créations et créateurs, ouvrage collectif, Presses universitaires de Rennes, 2009